# Нанокапсулирование
Нанокапсулирование (англ. nanoencapsulation) — разновидность микрокапсулирования; технология заключения биологически активных веществ в наноразмерные оболочки на основе биодеградируемых полимеров и липидов.

## Описание
Микрокапсулирование — это процесс заключения в оболочку микронных частиц твердых, жидких или газообразных веществ, т.н. инкапсулята. Размер заключенных в микрокапсулу частиц может колебаться в широких пределах, от 1 до 6500 мкм, то есть до размера мелких гранул или капсул (6,5 мм). Наиболее широкое применение в медицине нашли микрокапсулы размером от 100 до 600 мкм. Современная технология дает возможность наносить покрытия на частицы размером до 100 нм и менее. Такие частицы с оболочками называют нанокапсулами, а процесс их производства — нанокапсулированием.
Нанокапсулирование реализуется с помощью ряда физических, химических и физико-химических методов, прежде всего путём образования полиэлектролитных комплексов, липосом, выпаривания растворителя, контролируемого осаждения, послойного нанесения, обработки в сверхкритических растворах и др.
Разработка способов присоединения к наночастицам лигандов направленного действия поможет доставлять биологически активные вещества в определенные ткани. Дальнейшее развитие этой технологии позволит в перспективе создавать принципиально новые лекарственные препараты с контролируемым терапевтическим воздействием на определенные ткани и органы.